# Frutillaria calceata
Frutillaria calceata är en tvåvingeart som beskrevs av Richards 1961. Frutillaria calceata ingår i släktet Frutillaria och familjen hoppflugor. Inga underarter finns listade i Catalogue of Life.